# Tenniseum
Tenniseum je muzeum v 16. obvodu francouzské metropole Paříže. Nachází se v areálu Stade Roland-Garros, dějišti grandslamového French Open. Založeno bylo Francouzskou tenisovou federací v roce 2003 k prezentaci dějin tenisu a historie pařížského grandslamu, včetně souvisejících uměleckých děl.

## Historie
Muzeum s názvem národní tenisové federace Musée de la Fédération Française de Tennis (také Musée du Tennis,  Muzeum tenisu nebo Musée de Roland-Garros, Muzeum Rolanda Garrose) otevřel v květnu 2003 Francouzský tenisový svaz, aby na představení části ze svých 14 tisíc objektů zmapoval vývoj tenisového sportu od založení Roland Garros v roce 1891. Na ploše 1 000 m² byly zřízeny stálá expozice s galerií a později i multimediálním prostorem. 
Mezi vystavované exponáty se zařadily poháry pro vítěze pařížského grandslamu včetně historických verzí, trofeje významných tenistů, sportovní oblečení a rakety, plakáty, obrazy či fotografie. Již v roce 1990 se tenisový svaz rozhodl cíleně sbírat umělecké předměty spojené s francouzským tenisem, a obohatit tak své sbírky o estetickou a kulturní složku. Galerie získala portrét velšského průkopníka tenisu Waltera Cloptona Wingfielda, výtvarně zpracovanou sestavu raket od Armana, obrazy španělského malíře Juana Uslého či portrét rekordmanky, sedminásobné vítězky Chris Evertové, od Andyho Warhola.
V roce 2021 vznikla digitální 3D verze muzea ve spolupráci s informačně technologickou firmou Infosys, využívající cloudu, umělé inteligence, smíšené reality či videostěny v kombinaci se statistickými daty a analýzami. Návštěvníci se mohou ocitnout ve virtuálním zápase proti tenisovým šampionům či prožít mečbol Yannicka Noaha při triumfu v ročníku 1983.
Po dvouleté rekonstrukci bylo muzeum znovuotevřeno v květnu 2024, s inovovaným designem sbírek, a oficiálně přejmenováno na Tenniseum. V prostorách muzea se během French Open 2024 poprvé uskutečnila akce Meet and Greet, při níž se tenisté setkávali s návštěvníky. Mezi vesničkou „Village“ a Chatrierovým kurtem zřídil tenisový svaz chodník slávy francouzského tenisu, oslavující francouzské šampiony od založení turnaje v roce 1891.

## Plakáty
Francouzská tenisová federace zavedla v roce 1980 tradici oficiálních plakátů pro jednotlivé ročníky Roland Garros. Oslovila tak pařížskou galerii současného umění Lelong, aby s ní spolupracující výtvarníci vytvořili návrhy. Kooperace skončila v roce 2020, kdy výběr autorů převzal umělecký měsíčník Beaux Arts Magazine. Muzeum prezentuje galerii originálů výtvarných děl, která se stala předlohou pro litografické tisky plakátů. 
Autorem plakátu z roku 1986 byl český výtvarník Jiří Kolář, pro plakát roku 1991 byl použit starší grafický list tehdy již zemřelého Joana Miróa, podobně plakát z roku 1997 vznikl složením dvou litografií jiného španělského malíře Antonia Saury, ovšem jako jeho autorská recyklace. V roce 2024 byl vybrán pařížský fotograf Paul Rousteau, který při tvorbě poetické a snové kompozice Paříže využil umělou inteligenci.
Autoři plakátů
- 1980: Valerio Adami
- 1981: Eduardo Arroyo
- 1982: Jean-Michel Folon
- 1983: Vladimir Velickovic
- 1984: Gilles Aillaud
- 1985: Jacques Monory
- 1986: Jiří Kolář
- 1987: Gérard Titus-Carmel
- 1988: Pierre Alechinsky
- 1989: Nicola De Maria
- 1990: Claude Garache
- 1991: Joan Miró
- 1992: Jan Voss
- 1993: Jean Le Gac
- 1994: Ernest Pignon-Ernest
- 1995: Donald Lipski
- 1996: Jean-Michel Meurice
- 1997: Antonio Saura
- 1998: Hervé Télémaque
- 1999: Antonio Segui
- 2000: Antoni Tàpies
- 2001: Sean Scully
- 2002: Arman
- 2003: Jane Hammond
- 2004: Daniel HuMAYr
- 2005: Jaume Plensa
- 2006: Günther Förg
- 2007: Kate Shepherdová
- 2008: Arnulf Rainer
- 2009: Konrad Klapheck
- 2010: Nalini Malani
- 2011: Barthélémy Toguo
- 2012: Herve Di Rosa
- 2013: David Nash
- 2014: Juan Uslé
- 2015: Du Zhenjun
- 2016: Marc Desgrandchamps
- 2017: Vik Muniz
- 2018: Fabienne Verdier
- 2019: José Maria Sicilia
- 2020: Pierre Seinturier
- 2021: Jean Claracq
- 2022: Louise Sartor
- 2023: Maxime Verdier
- 2024: Paul Rousteau
- 2025: Marc-Antoine Mathieu

## Galerie

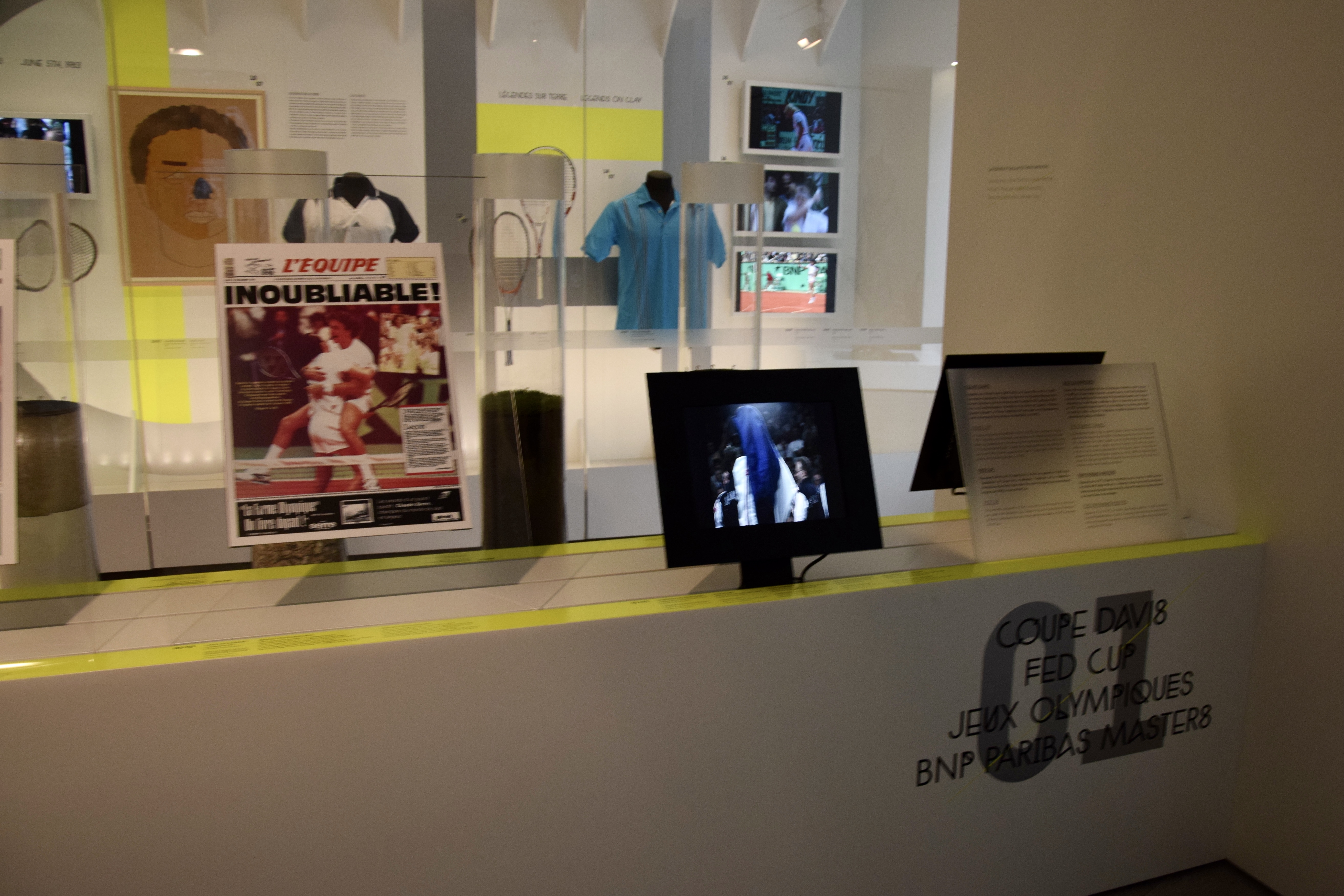
Expozice muzea
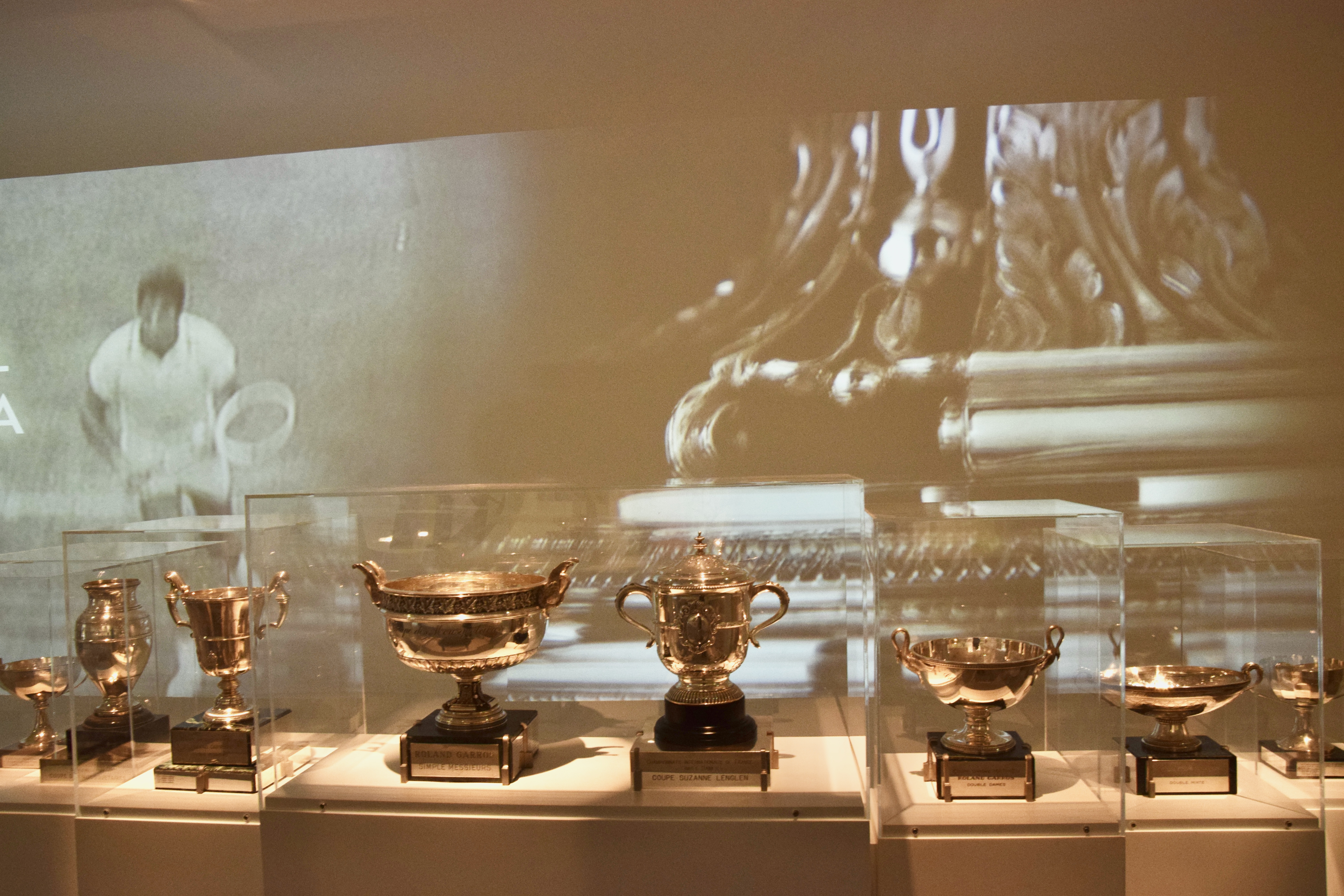
Poháry pro vítěze French Open
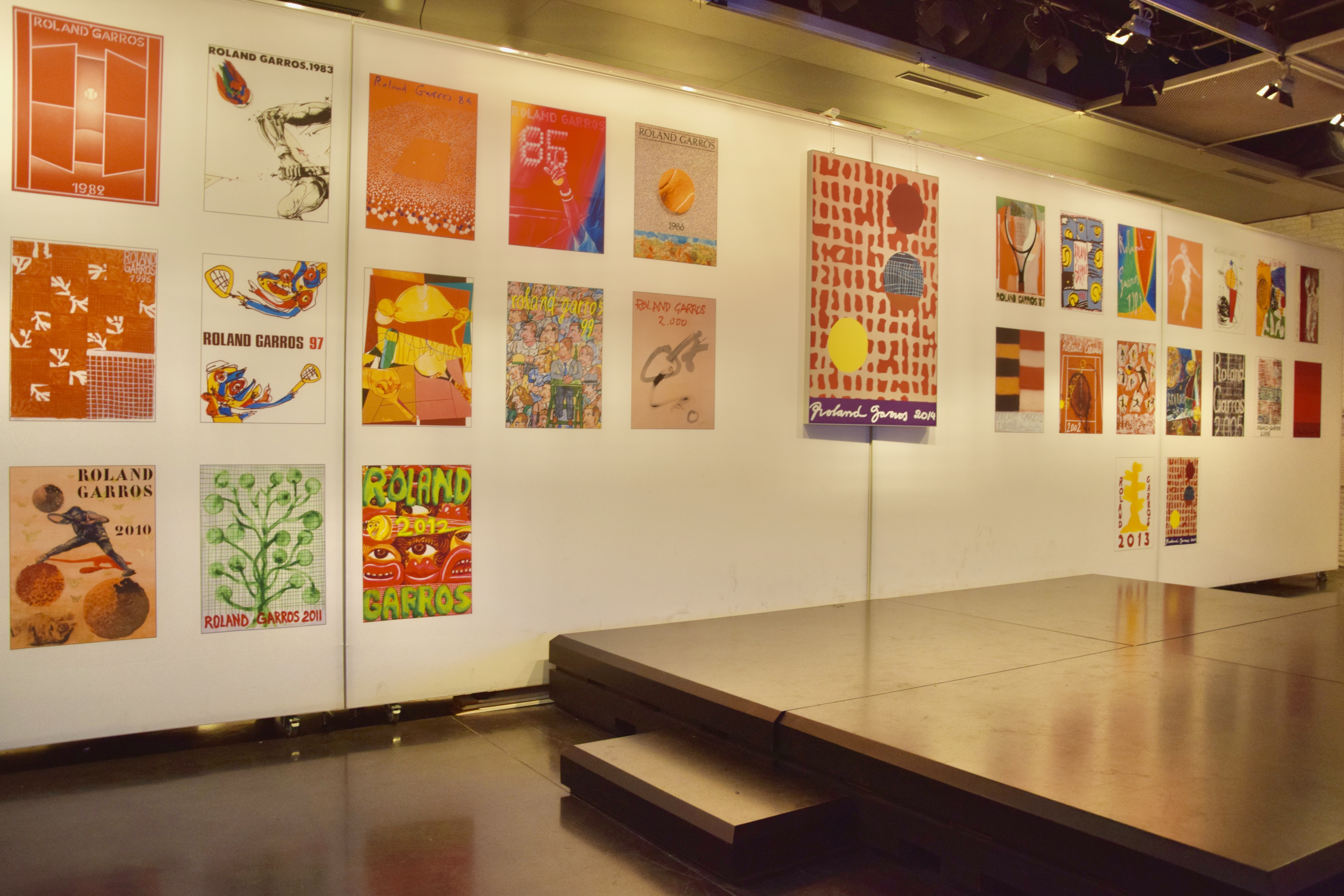
Plakáty French Open
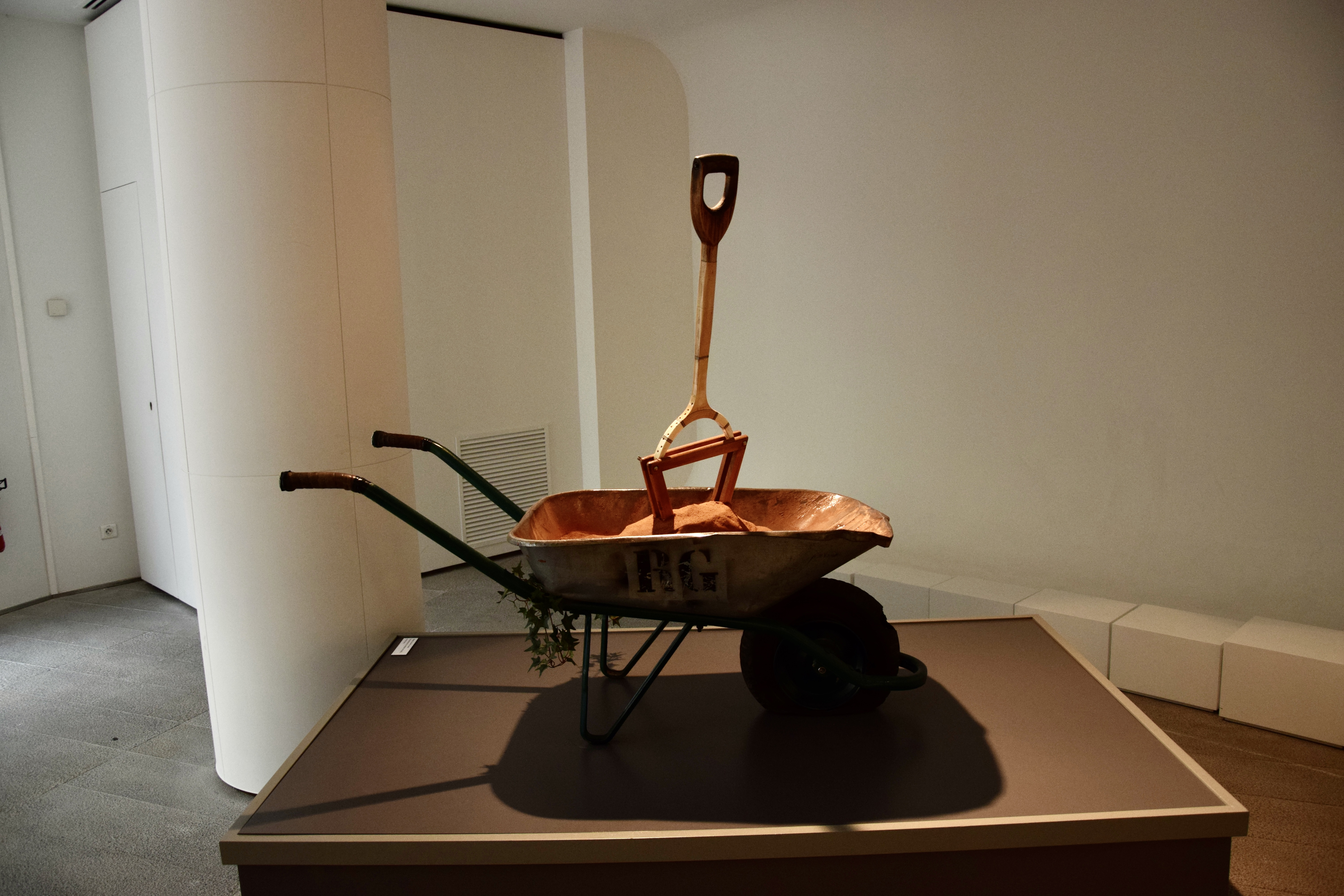
Kolečko s antukou pro posyp dvorců